# 国道6号 (台湾)
国道6号（こくどうろくごう、ピンイン：Guódào Lìuhào、注音: ----）は、現在一部建設中の台中市と南投県を連絡する自動車専用道路である。内陸部に位置しているために発展から取り残されていた南投地区の経済発展に大きく寄与するものとして期待されている。

## 概況
国道6号は国道3号 福高霧峰ジャンクションより分岐し、全長37.8Km、建設費355億NTDで一部建設中の自動車専用道路である。南投県草屯鎮、国姓郷を経て、埔里鎮で台14線と連絡する予定であり、その中で橋梁部分が25.5Kmを占める。
台湾交通部は1995年に中橫高速公路（国道6号の前身）として、全長127Km、台中市霧峰区から花蓮県寿豊郷に至る道路建設を計画した。この計画では、南投県廬山温泉から花蓮県寿豊郷間の中央山脈にトンネルを建設する必要があり、トンネル区間が全体の50%を占める予定であった。もしこの計画が実現すれば、雪山トンネルを凌駕する台湾最長のトンネルとなる予定であったが、工事の難易度と自然保護の観点から計画の着手が決定されておらず、現在霧峰から埔里に至る区間でのみ工事が進められている。
国道6号南投線は第3代高速公路として設計された。路面は多孔隙アスファルトを採用、排水性を高め、霧の発生を抑制する素材が採用され、運転の安全性に配慮し、同時に動物の回廊等を設置し、自然環境を重視した工法が採用されている。
開通後は台中経済圏の南投、草屯、国姓、埔里から台中への交通の利便性を飛躍的に向上させ、慢性的な渋滞が発生している台14線の渋滞解消、更に九九峰自然保留区、埔里、日月潭国家風景区、盧山温泉、合歓山の観光発展に大きく寄与するものとして期待されている。
制限速度は90km/h。

## 歴史
| 年     | 月日      | 事跡                      |
| ------ | --------- | ------------------------- |
| 2008年 | 1月27日   | 愛蘭IC - 埔里間 開通      |
| 2008年 | 12月27日  | 霧峰JCT - 東草屯IC間 開通 |
| 2009年 | 3月21日   | 東草屯IC - 愛蘭IC間 開通  |
| 2009年 | 10月22日  | 國姓IC 開通               |
| 2011年 | 1月ある日 | 舊正IC 開通               |
| 2013年 | 11月21日  | 舊正IC 開通               |

## インターチェンジなど
| 距離 | 種類 | 施設名          | 接続路線名 | 備考                                                    | 所在地 | 所在地 |
| ---- | ---- | --------------- | ---------- | ------------------------------------------------------- | ------ | ------ |
| 0    | JCT  | 霧峰JCT         | 国道3号線  |                                                         | 台中市 | 霧峰区 |
| 3    | IC   | 旧正IC          | 台3号線    | ハーフインターチェンジ 国姓・埔里方面入口、霧峰方面出口 | 台中市 | 霧峰区 |
| 5    | IC   | 東草屯IC        | 台14号線   |                                                         | 南投県 | 草屯鎮 |
| 17   | IC   | 国姓IC          | 台14号線   |                                                         | 南投県 | 国姓郷 |
| 17.6 | -    | 国姓1号トンネル |            | 2,463m（下り） 2,447m（上り）                           | 南投県 | 国姓郷 |
| 24.5 | -    | 国姓2号トンネル |            | 535m（下り） 480m（上り）                               | 南投県 | 国姓郷 |
| 25   | IC   | 北山IC          | 台14号線   |                                                         | 南投県 | 国姓郷 |
| 27.4 | -    | 埔里トンネル    |            | 1,299m（下り） 1,266m（上り）                           | 南投県 | 国姓郷 |
| 27.4 | -    | 埔里トンネル    | 埔里鎮     | 1,299m（下り） 1,266m（上り）                           | 南投県 |        |
| 29   | IC   | 愛蘭IC          | 台14号線   |                                                         | 南投県 |        |
| 34   | IC   | 埔里IC          | 台21号線   | ハーフインターチェンジ 霧峰・草屯方面入口、埔里方面出口 | 南投県 |        |
| 37.6 | 終点 | 埔里端          | 台14号線   |                                                         | 南投県 |        |

| インターチェンジ | 7ヶ所 |
| ジャンクション   | 1ヶ所 |
| 料金所           | なし  |
| 休憩所           | なし  |
| トンネル         | 3ヶ所 |

## 車線・最高速度
| 区間                      | 車線 東向+西向=東西向 | 最高速度 | 備考 |
| ------------------------- | --------------------- | -------- | ---- |
| 霧峰JCT-埔里              | 2+2=4                 | 100km/h  |      |
| 埔里-花蓮JCT （遠期計畫） | 2+2=4                 | -km/h    |      |